# These Are the Days of Our Lives
„These Are the Days of Our Lives“ je píseň britské rockové skupiny Queen. Ačkoliv je autorství připisováno celému souboru, většina skladby je dílem Rogera Taylora. Píseň vyšla v roce 1991 na albu Innuendo a následně byla vydána také jako singl. Po Mercuryho smrti v roce 1991 vyšla píseň znovu jako singl, tentokrát jako „double A-side“ spolu s písní „Bohemian Rhapsody“.
Při psaní textu se Roger Taylor jakoby vcítil do frontmana Freddieho Mercuryho, který v době vzniku písně trpěl velmi pokročilým stadiem nemoci AIDS. V refrénu se zpívá „Those were the days of our lives“ v překladu „To byly dny našich životů“. Freddie Mercury se zpíváním písně ohlíží zpět za svým životem. Roger Taylor kromě narážek na Mercuryho stav píseň napsal o dětech, že si skrz ně lze užívat dobu, kdy oni sami byli mladí.

## Videoklip
K písni byl začátkem roku 1991 natočen videoklip. Jednou věcí se ale od ostatních videoklipů skupiny Queen liší. Místo energických pohybů Freddie Mercury na videu pouze stojí a zpívá o svém životě. „These Are the Days of Our Lives“ byla totiž poslední píseň, ke které stihl natočit klip před tím, než podlehl nemoci AIDS.
Na albu Innuendo je většina videoklipů k písním černobílá. Bylo tak učiněno na přání Freddieho Mercuryho, na jehož vzhledu se čím dál tím víc projevovaly příznaky AIDS. Byl značně bledý a pohublý, bez energie a nechtěl aby se o jeho zdravotním stavu dozvěděla veřejnost.